# زراوند مدحرج
الزَرَاوَنْد المُدَحْرَج   أو الزراوند المستدير (باللاتينية: Aristolochia rotunda) نوع نباتي ينتمي إلى جنس الزراوند من الفصيلة الزراوندية.

## الموئل والانتشار
ينتشر في جنوب أوروبا من بلغاريا واليونان إلى إسبانيا مرورًا بمقدونيا وألبانيا والجبل الأسود.

## الوصف النباتي
زراوند ظياني/ شجرة رستم- الولادة: عشبة ساقها عمودية، تتفرع منها أوراق كبيرة قلبية، ساقها طويلة تزهر أزهاراً قرطاسية الشكل صفراء اللون، بديعة المنظر. تزهر في فصل الربيع، الصيف. النبات سام.الموسوعة الأم للعلاج بالأعشاب والنباتات الطبية، ص 305.

## معرض صور

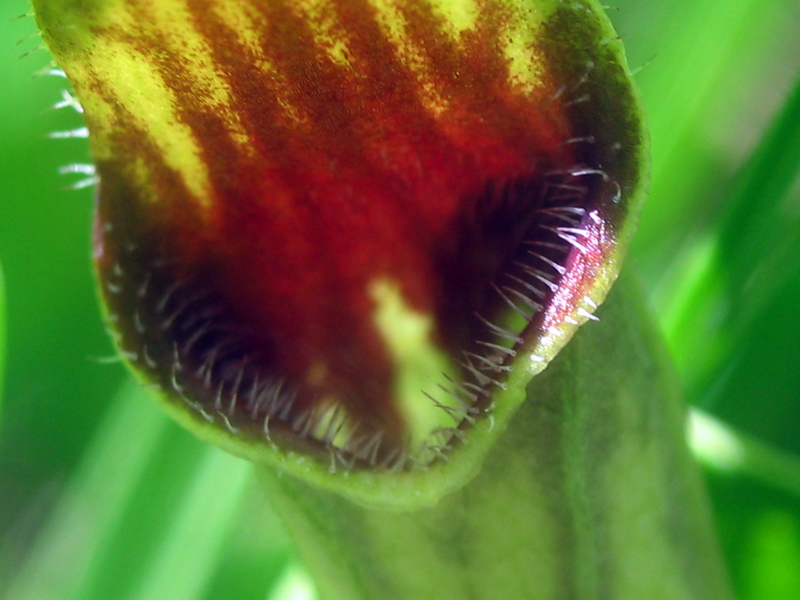
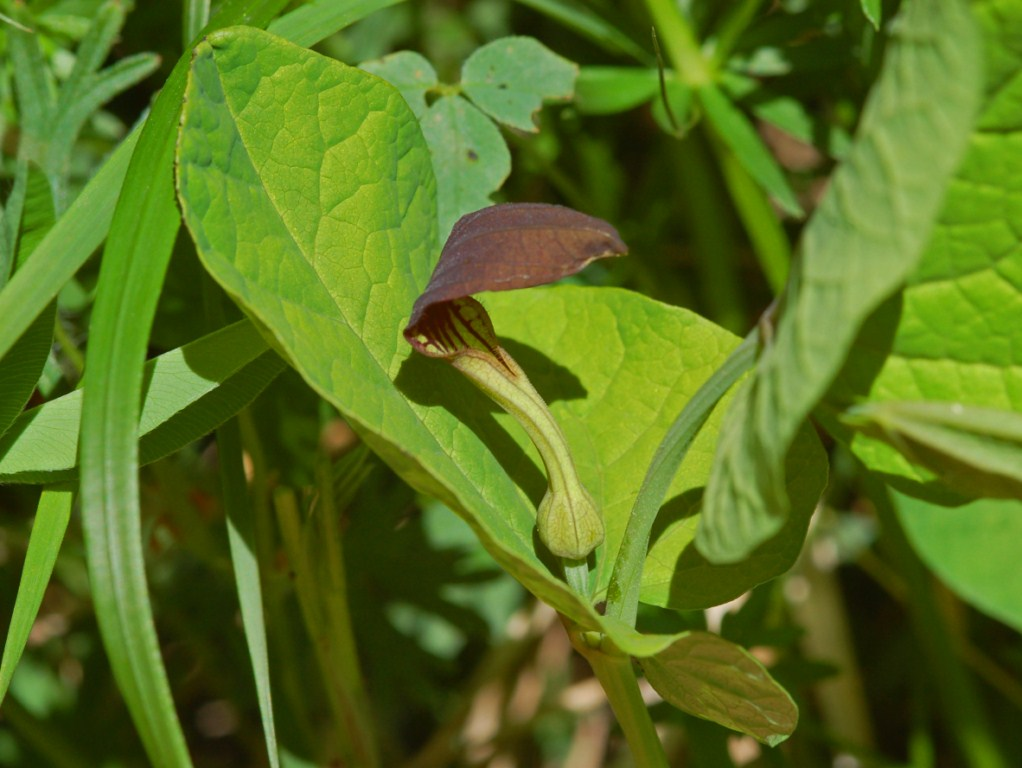
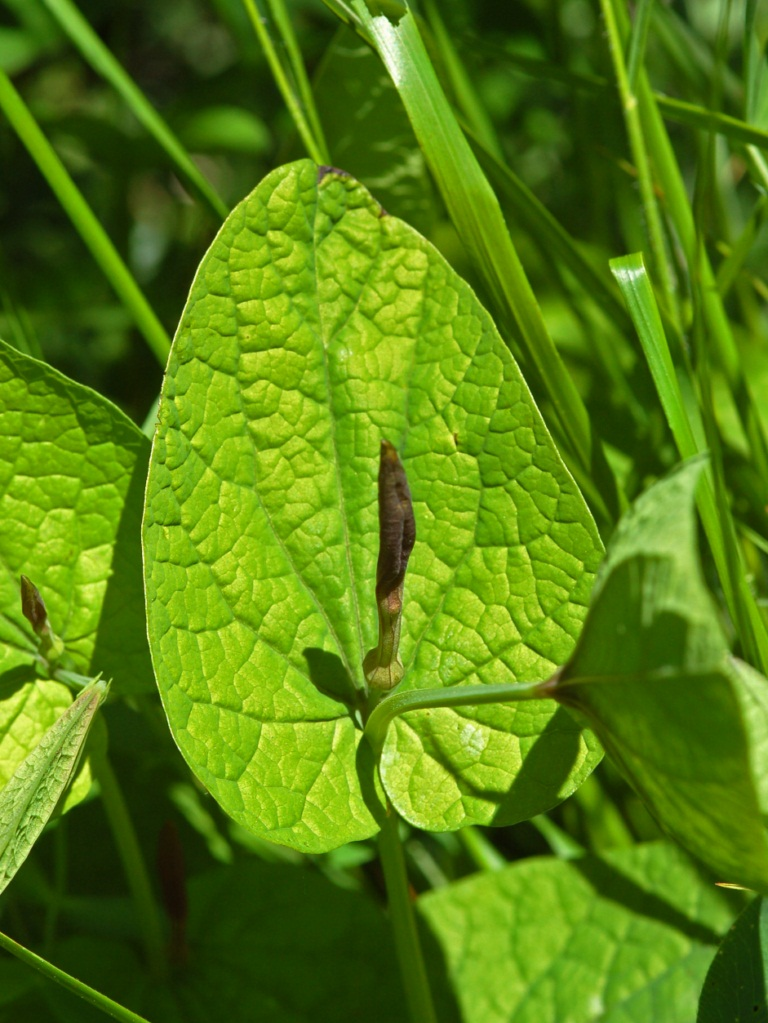
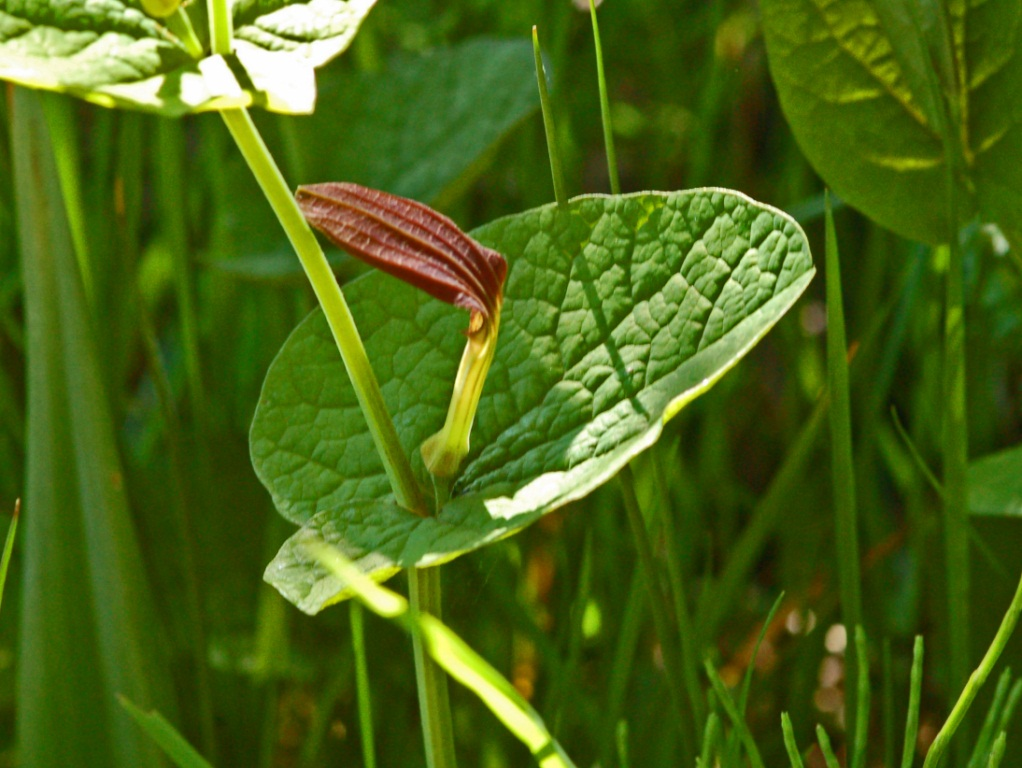
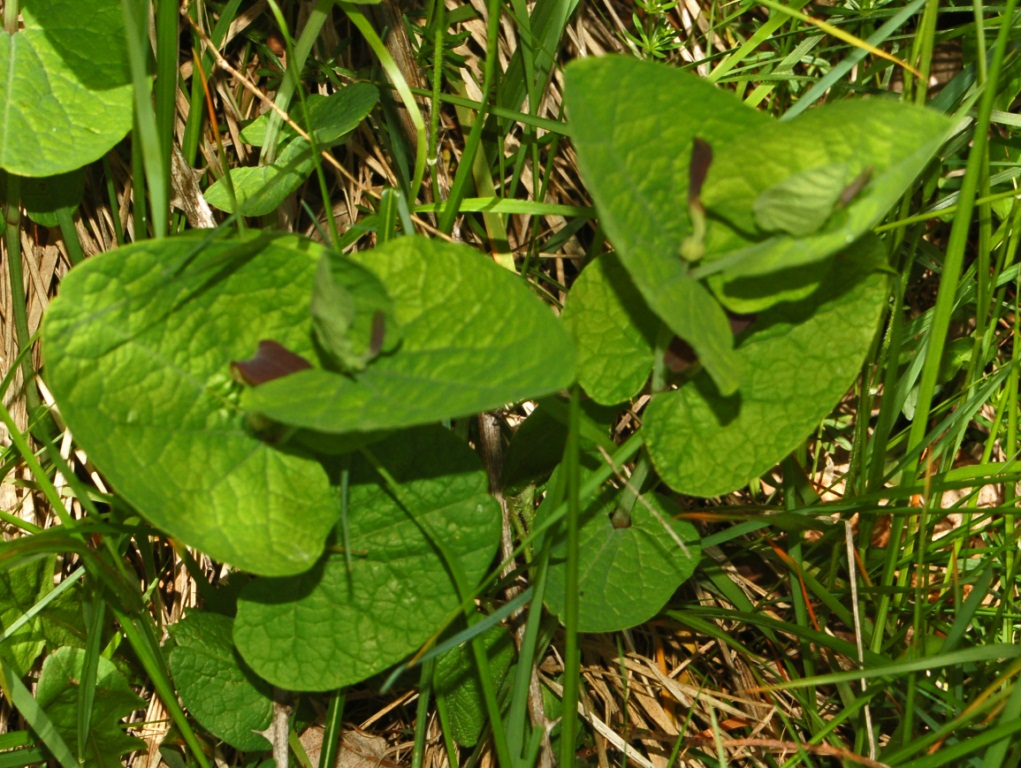